# Stanisław Duniak
Stanisław Duniak (ur. 26 lutego 1904 w Łodzi, zm. 16 maja 1985) – polski polityk, poseł Krajowej Rady Narodowej i Sejmu Ustawodawczego (1945–1951).

## Życiorys
W latach 1921–1923 był członkiem Organizacji Młodzieży „Siła”, a w latach 1923–1930 Organizacji Młodzieży Towarzystwa Uniwersytetu Robotniczego (w latach 1927–1929 przewodniczył kołu OM TUR). Jednocześnie w latach 1922–1939 należał do Polskiej Partii Socjalistycznej (PPS): w okresie 1929–1932 należał do Komitetu Dzielnicowego Górna, następnie w latach 1934–1936 był skarbnikiem egzekutywy Okręgowego Komitetu Robotniczego PPS.
Podczas II wojny światowej był organizatorem tajnej drukarni PPS w Łodzi, uczestniczył w obronie Warszawy. W grudniu 1939 został wysiedlony. Od kwietnia 1940 działał w Głownie. Był posiadaczem legitymacji pracowniczych Zarządu Miasta Łodzi uprawniających do poruszania się po Generalnej Guberni, wystawionych przez niemieckiego komisarza.
W latach 1941–1945 był członkiem Robotniczej Partii Polskich Socjalistów, a w latach 1945–1948 ponownie członkiem PPS, z ramienia którego w marcu 1945 został wiceprezydentem miasta Łodzi, posłem Krajowej Rady Narodowej (1945–1947) i posłem Sejmu Ustawodawczego (1947–1951). Od 1947 był prezesem Łódzkiego Okręgowego Związku Pływackiego. W latach 1946–1948 przewodniczył Wojewódzkiemu Komitetu PPS w Łodzi.
16 grudnia 1948 został członkiem Polskiej Zjednoczonej Partii Robotniczej (PZPR). W 1948 został członkiem Plenum Komitetu Centralnego PZPR w Warszawie, którym był do 1952. 1 stycznia 1949 został II sekretarzem Komitetu Łódzkiego PZPR oraz ustąpił z funkcji wiceprezydenta Łodzi. Z funkcji tej ustąpił 30 czerwca 1950.
W 1961 pracował na stanowisku dyrektora MPK Łódź.
Został pochowany na cmentarzu komunalnym Doły w Łodzi (Kwatera: XXX, Rząd: 32, Grób: 6).

## Odznaczenia
- Złoty Krzyż Zasługi (1946)[8]
- Medal 10-lecia Polski Ludowej (1955)[9]